# Furusato
Furusato (Nhật: 故郷 "Cố hương") là ca khúc thiếu nhi nổi tiếng của Nhật Bản được viết vào năm 1914, với phần nhạc của Teiichi Okano và phần lời của Tatsuyuki Takano.
Mặc dù quê hương của Takano là Nakano, Nagano, lời ca khúc của ông không đề cập đến một địa điểm cụ thể nào. Nội dung bài hát mô tả về một người đang làm việc ở một nơi xa xôi, bày tỏ cảm xúc hoài niệm về những ngọn đồi và cánh đồng của ngôi nhà thời thơ ấu của mình.
Chính phủ Nhật Bản đã chỉ định đưa Furusato vào chương trình giảng dạy của hệ thống trường công lập tại Nhật - bài hát cũng đã được đưa vào tuyển tập ca khúc nổi tiếng có tên Nihon no Uta Hyakusen.
Mãi đến những năm 1970, người ta mới biết thông tin về người soạn nhạc và viết lời của ca khúc. Từ năm 1992, tên của cả Teiichi Okano và Tatsuyuki Takano được in cùng bài hát trong sách giáo khoa âm nhạc Nhật Bản.
Furusato đã được phát tại lễ bế mạc Thế vận hội mùa đông 1998 ở Nagano. Năm 2014, kỷ niệm 100 năm ra mắt công chúng, ca khúc đã được trình diễn bởi dàn hợp xướng thiếu nhi - với phần đệm của dàn nhạc tại Lễ hội Saito Kinen Matsumoto ở Nagano, do Seiji Ozawa làm nhạc trưởng.
Placido Domingo, thành viên của nhóm The Three Tenors, đã trình bày ca khúc bằng tiếng Nhật tại buổi hòa nhạc tổ chức tại NHK Hall vào ngày 10 tháng 4 năm 2011.

## Lời ca khúc
| Tiêu chuẩn | Hiragana | Romaji | Dịch nghĩa |
| --- | --- | --- | --- |
| 兎追いし 彼の山 小鮒釣りし 彼の川 夢は今も 巡りて 忘れ難き 故郷如何にいます 父母 恙無しや 友がき 雨に風に つけても 思い出づる 故郷志を 果たして いつの日にか 帰らん 山は靑き 故郷 水は淸き 故郷 | うさぎおいし かのやま こぶなつりし かのかわ ゆめはいまも めぐりて わすれがたき ふるさといかにいます ちちはは つつがなしや ともがき あめにかぜに つけても おもいいづる ふるさとこころざしを はたして いつのひにか かえらん やまはあおき ふるさと みずはきよき ふるさと | usagi oishi ka no yama ko-buna tsurishi ka no kawa yume wa ima mo megurite wasure-gataki furusato ika ni imasu chichi-haha tsutsuganashi ya tomogaki ame ni, kaze ni tsukete mo omoi-izuru furusato kokorozashi o hata shite itsu no hi ni ka kaeran yama wa aoki furusato mizu wa kiyoki furusato | Góc núi nơi tôi đuổi theo bầy thỏ, Con sông nơi tôi buông cần câu Giờ đây tôi vẫn còn mơ thấy mãi Khó mà quên được ... quê hương xưa cũ Cha mẹ tôi giờ này có được an vui? Bạn bè cũ vẫn như xưa chứ? Dù mưa dù gió Tôi vẫn nhớ tới cố hương Ngày nào chí lớn thoả được rồi thì Thế nào tôi cũng trở về Nơi núi vẫn xanh Nơi nước vẫn trong ... quê hương thân yêu |

## Phiên bản tiếng Anh

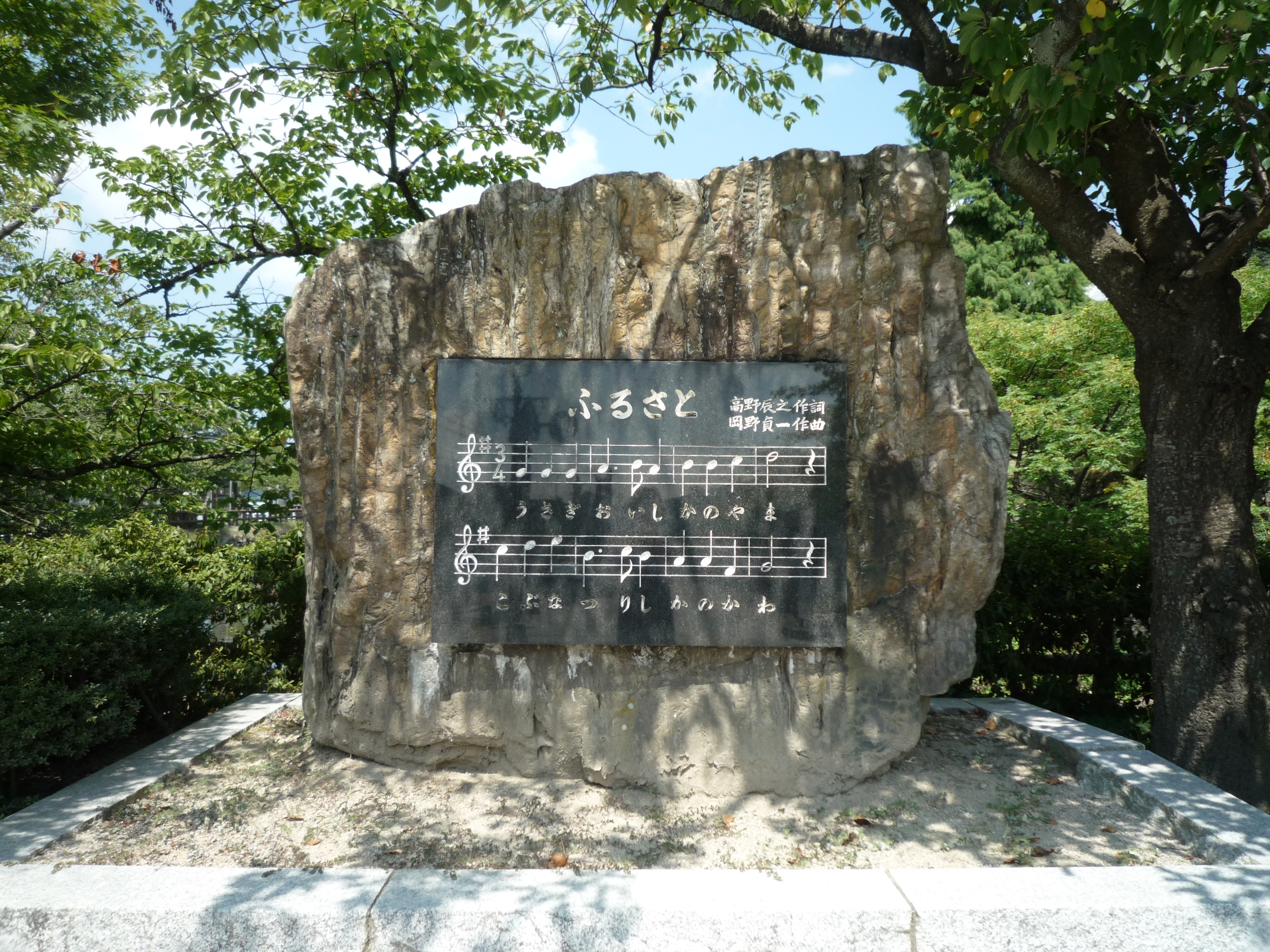
Tượng đài Furusato ở tỉnh Tottori

Ca khúc đã được Greg Irwin dịch sang tiếng Anh và xuất bản trong album "Japan's Best Loved Songs of the Season" vào năm 1998. Phiên bản này của ca khúc từng được thể hiện bởi Lexi Walker.
My Country Home - Greg Irwin
Back in the mountains I knew as a child
Fish filled the rivers and rabbits ran wild
Memories, I carry these wherever I may roam
I hear it calling me, my country home
Mother and Fathers, how I miss you now
How are my friends I lost touch with somehow?
When the rain falls or the wind blows I feel so alone
I hear it calling me, my country home
I've got this dream and it keeps me away
When it comes true I'm going back there someday
Crystal waters, mighty mountains blue as emerald stone
I hear it calling me, my country home